# Batán (Cabañas)
Batán (en gallego y oficialmente, O Batán) es una aldea de la parroquia de San Martiño de Porto en el municipio coruñés de Cabanas, en la comarca del Eume.

## Demografía[3]
| Gráfica de evolución demográfica de O Batán entre 2000 y 2019 |
|                                                               |
| Datos según el nomenclátor publicado por el INE.              |